# Awake (serial)
Awake (denumit anterior REM) este un serial de televiziune american creat în genurile polițist, dramă, fantastic. Este transmis de NBC și în rolul principal interpretează Jason Isaacs. Premiera serialului a avut loc la 1 martie 2012. Episodul pilot este disponibil online pe Hulu, YouTube și iTunes din 16 februarie 2012.
La 11 mai 2012, NBC a anulat serialul.

## Prezentare
Detectivul Michael Britten (Jason Isaacs) se reîntoarce la locul de muncă după ce a fost implicat într-un accident de mașină alături de soția sa Hannah (Laura Allen) și fiul său Rex (Dylan Minnette). După accident, Britten descoperă că de fiecare dată când se duce la culcare, el se trezește pe rând în două realități, una în care soția lui a murit în accident și fiul său trăiește și o altă realitate în care fiul său a murit și soția sa trăiește.
În realitatea în care soția sa este în viață, Michael are ca partener pe Efrem Vega (Wilmer Valderrama) și merge să facă ședințe de psihiatre cu Dr. Lee (BD Wong) ca urmare a recomandării departamentului de poliție. Soția sa a redecorat casa și încearcă să-l împingă să meargă mai departe pentru a uita de moartea fiului lor.
În realitatea în care fiul său este în viață, Michael are ca partener pe Isaiah "Bird" Freeman (Steve Harris) și psihiatrul său este Dr. Evans (Cherry Jones). Fiul său, fost jucător de fotbal american, a început recent să joace din nou tenis, și este antrenat de fosta sa parteneră la dublu Tara (Michaela McManus).
Britten nu este sigur care dintre cele două realități este reală sau falsă, și începe să-și facă griji de faptul că-ți va pierde mințile atunci când detalii dintr-o lume vor începe să treacă în cealaltă. El le spune psihiatrilor că nu vrea să-și revină pentru că astfel va pierde pe una din cele două persoane iubite. Ambii psihiatrii îi spun că aceasta este lumea reală și că în cealaltă visează.

## Distribuție
| Actor             | Personaj                       | Realitate |
| ----------------- | ------------------------------ | --------- |
| Jason Isaacs      | Michael Britten                | Ambele    |
| Laura Allen       | Hannah Britten                 | Roșu      |
| Steve Harris      | Detectiv Isaiah "Bird" Freeman | Verde     |
| Dylan Minnette    | Rex Britten                    | Verde     |
| BD Wong           | Dr. Jonathan Lee               | Roșu      |
| Michaela McManus  | Tara                           | Verde     |
| Wilmer Valderrama | Detectiv frem Vega             | Roșu      |
| Cherry Jones      | Dr. Judith Evans               | Green     |

## Lista episoadelor
| Sezon | Sezon | Episoade | Premiera           | Premiera            |
| Sezon | Sezon | Episoade | Premiera sezonului | Sfârșitul sezonului |
| ----- | ----- | -------- | ------------------ | ------------------- |
|       | 1     | 13       | 1 martie 2012      | 24 mai 2012         |

| Nr. | Titlu            | Regia       | Scenariu    | Premiera                                       | Cod producție | Audiență SUA (milioane) |
| --- | ---------------- | ----------- | ----------- | ---------------------------------------------- | ------------- | ----------------------- |
| 1 | „Pilot”          | David Slade | Kyle Killen | 16 februarie 2012 (Online) 1 martie 2012 (NBC) | 1ATR79        | 6.24                    |
| După un accident de mașină, Detectivul Michael Britten este prins între două realități, una în care soția lui a murit în accident și fiul său trăiește și o altă realitate în care fiul său a murit și soția sa trăiește. El se ocupă de un caz în care o fată este răpită într-o realitate, în timp ce se ocupă de o crimă în cealaltă realitate. |                  |             |             |                                                |               |                         |
| 2 | „The Little Guy” | TBA         | TBA         | 8 martie 2012                                  |               | N/A                     |
| Un martor la uciderea unui vagabond îi spune lui Britten și partenerului său Vega că un tip "mic" a fost văzut la locul crimei. Atunci când acest indiciu trece la cazul la care lucrează Britten în cealaltă realitate, Bird nu înțelege de ce partenerul său bruscă începe să cerceteze înălțimea suspecților pe care aceștia îi investighează. Între timp, căpitanul lui Britten, (Laura Innes) devine din ce în ce mai îngrijorat în privința comportamentului său. |                  |             |             |                                                |               |                         |
| 3 | „Guilty”         | TBA         | TBA         | 15 martie 2012                                 |               | N/A                     |
| Rex este răpit de Michael un condamnat care a evadat și pe care l-a arestat cu 10 ani în urmă; o anchetă asupra lui Michael în cealaltă realitate duce la descoperirea unui eveniment de onorare a fiului său decedat; indiciile din ambele realități duc la concluzia că Michael este nebun. |                  |             |             |                                                |               |                         |
| 4 | „Kate is Enough” | TBA         | TBA         | 22 martie 2012                                 |               | N/A                     |
| În timp ce investighează cu detectivul Vega o presupusă sinucidere în timpul unei petreceri de pe un iaht, detectivul Britten se întâlnește cu Kate (Brianna Brown), fosta dădacă a lui Rex. Mai târziu, într-un caz pe care Britten îl investighează cu Bird, Kate apare din nou, de data aceasta ca suspectă. Dr. Lee și Dr. Evans încercă să-l ajute să găsească o explicație de ce există aceste două versiuni foarte diferite ale aceleași femei.                  |                  |             |             |                                                |               |                         |